# Cuervos
 (avril 2020).
- Si vous ne connaissez pas le sujet, laissez ce bandeau (vous pouvez alors contacter les auteurs).
- Si vous supprimez le contenu mis en cause (vous pouvez préalablement contacter les auteurs),

argumentez précisément cette suppression dans la page de discussion
(un manque de référence n'est pas un argument ; une recherche réelle de référence doit avoir été effectuée, être formellement documentée).
 (avril 2020).
Si vous disposez d'ouvrages ou d'articles de référence ou si vous connaissez des sites web de qualité traitant du thème abordé ici, merci de compléter l'article en donnant les références utiles à sa vérifiabilité et en les liant à la section « Notes et références ».
Cuervos est une série de bande dessinée écrite par Richard Marazano et dessinée par Michel Durand, dont l'action se situe en Colombie dans le milieu des trafiquants de drogue. Le premier cycle de 4 tomes est paru aux éditions Glénat.
Cette série a notamment reçu le prix de la meilleure bande dessinée adaptable au cinéma lors du Forum international cinéma et littérature à Monaco en 2006, ainsi que le prix Carolus Quintus à Ganshoren.

## Résumé
Cuervos raconte la jeunesse et l'ascension d'un sicario, tueur à gage des cartels de la drogue de Medellín en Colombie.  
Le récit s'articule autour des choix violents qui vont déterminer le destin de cet enfant des rues, choix qui le hanteront jusqu'à sa mort. 
Le ton est résolument réaliste, la narration syncopée et le sujet traité avec une certaine impudeur cruelle qui rehaussent l'humanisme du sujet. 

## Publication
- Glénat, collection « Grafica » :

1. Le Contrat, 2003[1].
2. Sicaires de la Sainte Coke, 2004.
3. L’Ange des maudits, 2005.
4. Requiem, 2006.

## Prix
- 2003 : Le Contrat nommé au prix du meilleur scénario du Festival d'Angoulême 2004[2]
- 2006 :
  - prix Carolus-Quintus de la meilleure bande dessinée au festival de Ganshoren pour Het contract, la version flamande du Contrat[3]
  - prix de la meilleure bande dessinée adaptable au cinéma au Forum international cinéma et littérature, à Monaco[4]

### Documentation
- Richard Marazano (int. par Nicolas Pothier), « Noirs Désirs », BoDoï, no 68,‎ novembre 2003, p. 22.